# Iron Lore Entertainment
Iron Lore Entertainment — компанія з розробки відеоігор, була заснована в жовтні 2000 року Брайаном Салліваном та Полом Чіффо.
Наприкінці червня 2006 року компанія випустила Titan Quest, рольову відеогру в жанрі Action/RPG. Видавцем проекту були THQ. Сюжетні дії Titan Quest спрямовані на пригоди у Стародавній Греції, Єгипті, Месопотамії та Китаї. Сеттинг оточення та монстрів використовує міфологію цих цивілізацій. У березні 2007 року компанія випустила глобальний додаток до гри Titan Quest: Immortal Throne.
Компанія Iron Lore отримала нагороду на 7-й щорічній премії Game Developers Choice Awards, де було визнано визначні досягнення студії, першу гру якої було випущено в 2006 році.
У жовтневому випуску журналу Games for Windows за 2007 рік було оголошено, що Iron Lore Entertainment допомагає у розробці доповнення для культової гри Warhammer 40,000: Dawn of War: Soulstorm, яке стало третім та останнім експаншином Dawn of War. Це виявився їхній останній проект.
27 лютого 2008 року було оголошено, що Iron Lore Entertainment закрилася через нездатність забезпечити фінансування свого наступного проекту.
Після закриття колишні члени Iron Lore сформували нову компанію під назвою Crate Entertainment.